# Fernandino (Guinea Ecuatorial)
Los fernandinos son un grupo multiétnico de Guinea Ecuatorial. Su nombre deriva de la isla de Fernando Poo, antiguo nombre colonial de la actual isla de Bioko.
Cada población tuvo en sus inicios un distinto origen étnico, social, así como una historia cultural y lingüística propia. Los miembros de estas comunidades proporcionaron la mayoría de la mano de obra para la construcción y expansión de la industria agrícola del cacao en Fernando Poo entre 1880 y 1900. Debido a la historia de trabajo en esta región, donde los trabajadores eran reclutados principalmente en Sierra Leona, Camerún, Cuba y Nigeria, los fernandinos también mantuvieron lazos familiares en aquellos territorios. Finalmente se produjeron entre personas de estos grupos étnicamente distintos matrimonios que favorecieron la integración entre grupos de diferentes orígenes. En el Bioko del siglo XXI las diferencias entre los diferentes grupos fernandinos se consideran insignificantes.
Una característica que distingue a los fernandinos del resto de etnias ecuatoguineanas es que poseen apellidos europeos, principalmente de origen español o británico.

## Fernandinos indígenas
El grupo de fernandinos indígenas estaba compuesto por mulatos hijos de madre bubi y padre español, formando parte en la Guinea Española de la clase social de los emancipados. Muchos niños de tales uniones no fueron reclamados por el padre; aun así, se produjeron algunas parejas casadas bajo la ley católica. Debido a que las madres bubis generalmente eran las responsables del cuidado de sus hijos mulatos, estos eran generalmente aceptados por el clan bubi.

### Idioma
Los fernandinos indígenas hablan español ecuatoguineano, francés, bubi y una forma de pidgin inglés llamado pichinglis. El pichinglis fue traído a la isla por colonos efik del antiguo Akwa Akpa (conocido en la época colonial como Estado de Calabar), en la actual Nigeria. El dialecto fue utilizado en actividades comerciales, y puede haber variado ligeramente por región. Durante el régimen de Franco, este dialecto criollo fue estigmatizado aunque no oficialmente perseguido.

### Religión
La mayoría de los bubis que viven en Bioko se convirtieron al catolicismo en los tiempos coloniales. Los mulatos fernandinos se convirtieron también principalmente a la fe católica.

## Fernandinoskrio
El otro grupo de fernandinos de Guinea Ecuatorial es descendiente de esclavos liberados procedentes de las actuales Sierra Leona y Liberia. Esencialmente los krio son descendientes de negros que eran reasentados en África desde Londres, el Caribe y Nueva Escocia (Canadá) entre los siglos XVIII y XIX. Algunos fueron anteriormente esclavos en los EE. UU., y habían sido liberados por los británicos después de la Guerra de Independencia Estadounidense.
Los krio llegaron desde Sierra Leona a la isla de Fernando Poo en 1827. Los primeros grupos de krio se establecieron en torno al puerto conocido como Clarence Cove.

### Lengua
Durante generaciones, los fernandinos krio mantuvieron su lengua criolla, el inglés criollo de Fernando Poo. Actualmente, la población de origen krio se concentra alrededor de Malabo, la capital del país. A pesar de que suponen un grupo étnico distinto en Guinea Ecuatorial, su dialecto pidgin es hablado únicamente en 6 comunidades (Musola, Las Palmas, Sampaca, Basupu, Fiston y Balveri de Cristo Rey). En 1998 se estimó que el número de hablantes fluidos de este idioma criollo era de 5000 personas, aproximadamente un quinto de ellos lo tiene como su lengua única. Hasta 70 000 ecuatoguineanos puede utilizarlo como lengua de comercio. En el siglo XXI, el inglés criollo de Fernando Poo y el pichinglis se han sido fusionado dando lugar a un único dialecto criollo, el idioma pichi, el cual está cada vez más influenciado por el español ecuatoguineano, principal idioma del país que goza de oficialidad en todo el territorio junto al francés y el portugués.

### Religión
La mayoría de los fernandinos krio practica el catolicismo. No obstante, la comunidad krio también ha contribuido al desarrollo del protestantismo en Bioko.